# Brooke Ashley
Pour les articles homonymes, voir Brooke.
Brooke Ashley (née Anne Marie Ballowe, 5 mai 1973 à Daegu, Corée du Sud) est une actrice de films pornographiques américaine.

## Biographie
À 16 ans, elle participa à un concours de Miss à Kansas City. Elle commença sa carrière d'actrice en décembre 1991. Le 29 mars 1998, elle découvrit qu'elle était infectée par le virus du SIDA et elle quitta cette industrie. Elle aurait contracté le virus lors du film The World's Biggest Gang Bang avec l'acteur Marc Wallice.
En 1998 elle apparait dans l'émission de télé-réalité "True Life" de MTV.
Le 20 juillet 2005, Ashley retourna dans le film "Dirty Debutantes 328" du directeur Ed Powers. Elle tourna une scène avec son petit ami "Eddie Wood" qui est également séropositif. Elle joue aussi bien des rôles hétérosexuels qu'homosexuels.

## Filmographie sélective
- Kittens 10 (1998)
- Whoriental (1998)
- The Violation of Brooke Ashley (1997)
- The Violation of Jill Kelly (1997)
- Up Your Ass 2 et 5 (1997)
- Gang Bang Angels 2 (1997)
- Forbidden Sex of the Kama Sutra (1996)
- First Time Lesbians 14 (1994)
- Double Penetration Virgins 3: Club DP (1994)
- Girl's Affair 2 (1993)
- Amateur Lesbians 43 (1993)
- Anal Vision 13 et 23 (1993)
- Anal Cuties Of Chinatown 1, 2, 3 (1992)